# Saebert
Saebert (també escrit Saberht, Sæberht o Sæbert) va ser rei d'Essex, després del seu pare Sledda. La data aproximada del seu regnat va del 604 al 616.

## Ascendència familiar
Totes les llistes de genealogies dels reis d'Essex coincideixen en dir que era fill de Sledda, però algunes diuen que el seu pare va ser el fundador de la dinastia, mentre que altres atribueixen a l'avi, Escwine, com a primer rei del país. Segons narra Beda, la mare de Sæberht era Ricula, germana d'Etelbert de Kent.

## Conversió
L'any 604, un sacerdot franc anomenat Melitó va ser consagrat per l'arquebisbe Agustí de Canterbury com a bisbe de la diòcesi de la província d'Essex, amb seu a Londres. Beda diu que el rei Sæberht es va convertir al cristianisme aquell mateix any i que el va batejar Melitó mentre que els seus fills van romandre en les creences paganes. L'església que es va construir a Londres per a aquest bisbe és més probable que la financés el seu cunyat Etelbert, que no pas ell. Es conserva un document on es diu que Etelbert feia donació de terres a Melitó, el qual és probablement una falsificació però això no fa que el contingut del document també ho sigui.

## Mort i successió
Es desconeix amb qui es va casar Sæberht, però segons Beda el van succeir els seus tres fills, dels quals no esmenta els noms. Només es coneix el nom de dos d'ells perquè surten a la llista de genealogies del reis d'Essex, concretament en el manuscrit MS Add. 23211: Sexred i Sæward.
Tant Etelbert com Sæberht van morir l'any 616, i la missió evangelitzadora encomanada pel papa Gregori va quedar a mig fer i sense consolidar. Els tres fills de Sæberht van expulsar Melitó de Londres. L'explicació que dona Beda és que això va passar perquè Melitó es va negar a la petició dels germans de tastar el pa sacramental.
L'any 2003 es va descobrir una tomba a Prittlewell d'època anglosaxona datada de començaments del segle VII. Les coses trobades a dins de la tomba són objectes de valor i fan pensar que es tracta de la tomba d'un rei d'Essex; entre aquests objectes hi ha unes creus d'or que indiquen que el difunt era un cristià. Tot això fa que sigui probablement la tomba de Sæberht, encara que no es descarta que pugui ser la tomba del seu net Sigeberht, que també era cristià o potser la d'un altre personatge desconegut d'alt rang.